# 柯柯镇
柯柯镇，是中华人民共和国青海省海西蒙古族藏族自治州乌兰县下辖的一个乡镇级行政单位。

## 行政区划
柯柯镇下辖以下地区：
柯柯社区、东村、中村、西村、新村、赛什克村、北柯柯牧委会、南柯柯牧委会、卜浪沟牧委会、东沙沟村、西沙沟村、南沙沟村、纳木哈村、怀灿吉村、托海村、圆山村、路顺村、赛纳村、兴隆村、兴乐村和兴化村。

## 交通
青藏铁路：柯柯站